# 보디 페인팅

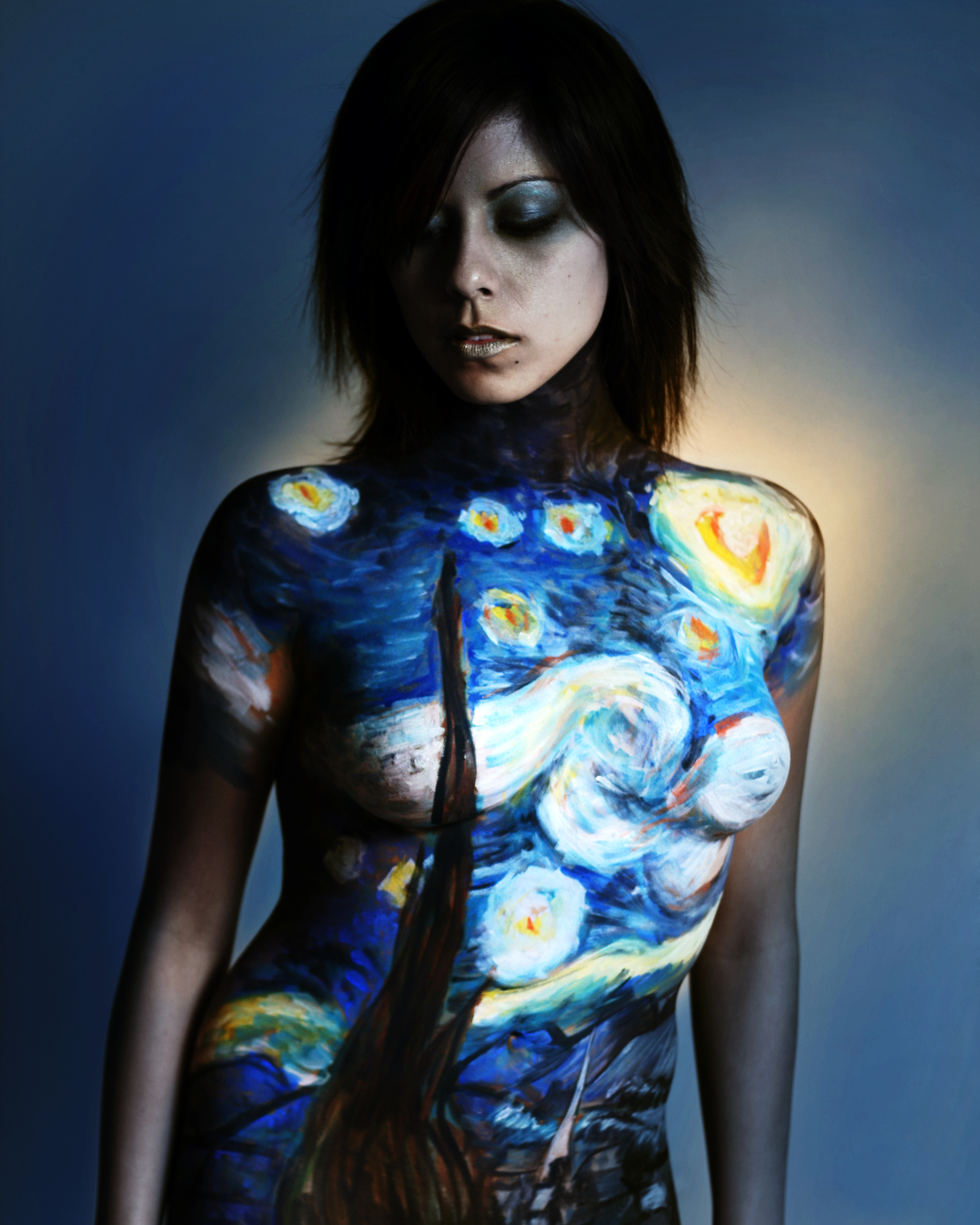
빈센트 반 고흐의 별이 빛나는 밤의 보디 페인팅 복제물 - Danny Setiawan

보디 페인딩(body painting) 또는 바디 페인팅은 보디 아트의 일종으로, 인간의 피부에 직접 페인팅을 하는 것을 말한다. 문신과 기타 형태의 보디 아트와 달리 보디 페인팅은 일시적이거나 수 시간만 유지되거나 가끔은 최대 수 주까지만 유지된다. 얼굴에 국한되는 보디 페인팅은 페이스 페인팅이라고 한다. 보디 페인팅은 또한 "일시적인 문신"(temporary tattoo)의 일종으로 간주되기도 한다. 대규모의 풀바디 페인팅은 일반적으로 보디 페인팅이라고 이야기되는 반면, 크기가 더 작고 더 세세한 작품은 일시적인 문신이라고 부른다.

## 같이 보기
- 세계 누드 자전거 타기
- 화장품
- 특수 효과